# غاريث سالزبوري
غاريث سالزبوري (بالإنجليزية: Gareth Salisbury)‏ هو لاعب كرة قدم بريطاني في مركز جناح ‏، ولد في 11 مارس 1941 في كارنارفون في المملكة المتحدة. شارك مع منتخب ويلز لكرة القدم. أما مع النوادي، فقد لعب مع كولتشستر يونايتد ونادي بانغور سيتي ونادي تشيسترفيلد ونادي ريكسهام ونادي كيدرمينستر هاريرز لكرة القدم ونادي لوتون تاون ونورويتش سيتي ويوفنتوس.